# Apomorfin

Strukturformel Apomorfin

Apomorfin (apomorfinhydroklorid), C17H17NO2 är en kemisk substans och läkemedel, ett morfinderivat.
Ämnet har tre användningsområden:
1. snabbverkande läkemedel för användning vid Parkinsons sjukdom, häver plötsligt uppkomna rörelsehämningar[1]
2. medel mot impotens[2]
3. kräkmedel, används idag endast inom veterinärmedicinen[3]

Apomorfin har även visat tecken på att kunna väcka komapatienter om det tillförs i små mängder under längre tid via dropp.
Apomorfin använder morfin bara som råvara vid tillverkningen, morfinet finns inte kvar i slutprodukten. Läkemedlet är inte narkotikaklassat.
Apomorfin framställs genom upphettning av morfin till 150°C tillsammans med stark saltsyra i ett slutet utrymme. Därvid avspaltas en molekyl vatten och en produkt i form av gråvitt pulver erhålls. Detta är lösligt i vatten eller alkohol. Vattenlösningen som i färskt tillstånd är färglös kan genom inverkan av luft och ljus anta en grön färg, vilket delvis kan förhindras genom tillsats av en mindre mängd saltsyra.